# Kaputt Mundi
Kaputt Mundi è un romanzo della scrittrice italoamericana Ben Pastor, il terzo nel ciclo dedicato al personaggio ricorrente di Martin Bora, ufficiale dell'esercito tedesco durante la seconda guerra mondiale.
Mescolando personaggi immaginari con personaggi storicamente reali narra alcune inchieste per omicidio sullo sfondo degli ultimi cinque mesi di occupazione tedesca della città di Roma.

## Titolo
Il titolo del romanzo (inalterato nel passaggio dall'originale all'italiano) è - come lo definisce l'autrice - un "gioco di parole dolceamaro": legato da un lato all'espressione latina caput mundi ("capitale del mondo") che sin dall'antichità ha sempre indicato l'Urbe, ovvero la città di Roma, e dall'altro all'aggettivo tedesco kaputt, il cui significato riguarda concetti come "rovina", "distruzione totale" e "morte". Il senso del titolo si giustifica ovviamente in relazione alla storia del romanzo, ambientata a Roma nel momento in cui la disfatta tedesca inizia ad essere chiaramente evidente.

## Incipit
Di nuovo l'aeroplano. E di nuovo l'animale. Lo stesso sogno, in tutti i particolari, nella sua ossessiva ripetitività. La Russia, l'estate scorsa. Cammino verso l'aereo abbattuto facendomi strada tra i monconi anneriti dei girasoli, temendo ciò che scoprirò. La voce di mio fratello  è ovunque, ma non capisco una parola di quel che dice. So solo che è la voce di un morto. Una scia di sangue davanti e dietro di me. Poi il resto del sogno, sempre uguale a se stesso.
 Mi sono svegliato sudando freddo - anche questo è frequente, ormai - e ho cercato a lungo di non riaddormentarmi. Ho capito di sognare di nuovo solo quando l'avvicinarsi della bestia alle mie spalle ancora una volta mi ha riempito di angoscia. [...] Sfogliando questo diario, mi accorgo che la prima volta che ho fatto questo sogno è stata la notte che ha preceduto l'imboscata, a settembre. 
 La mattina presto, entrando all'Hotel Flora, Martin Bora aveva messo da parte i suoi incubi. [...] Durante le ore di veglia l'ansia non trovava alcuno spazio, e, sorprendentemente, le cose che un tempo erano state divertenti continuavano ad esserlo.»
(Traduzione dall'inglese di Paola Bonini)

## Trama
Roma, gennaio 1944. Nella città sotto occupazione tedesca si ritrovano, dopo essersi incontrati per la prima volta pochi mesi prima, il maggiore Martin Bora e l'ispettore di polizia Sandro Guidi. Quest'ultimo è stato richiamato dal Veneto per condurre l'indagine sulla morte di Magda Reiner, un'addetta dell'Ambasciata tedesca volata dal quarto piano del palazzo in cui abitava. È incerto se la donna si sia suicidata, oppure se sia stata uccisa; dato che intratteneva parecchie relazioni con uomini tanto italiani quanto tedeschi, è però probabile che si tratti di un omicidio. Le autorità romane, nella persona del questore capo Pietro Caruso avrebbero già identificato il possibile colpevole: "Ras" Merlo, un alto gerarca del PNF, legato a Magda da una relazione extraconiugale provata, benché discreta. L'uomo in realtà risulta inviso a molti per la sua ferrea incorruttibilità, e l'accusa di omicidio sembrerebbe dunque una scusa per toglierlo di mezzo: a Guidi spetta il compito di dimostrarla. L'ispettore però è troppo onesto e scrupoloso per accontentarsi di una facile soluzione e proseguendo nell'indagine riesce a dimostrare l'innocenza di Merlo piuttosto che la sua colpevolezza. Diventato a propria volta scomodo, Guidi rischia seriamente di essere eliminato: a fine marzo, dopo l'attentato partigiano di via Rasella,  il suo nome finisce per vendetta nell'elenco di coloro che dovranno essere fucilati nella rappresaglia delle Fosse Ardeatine. È Bora a salvarlo, con un'azione ansiosa e disperata che è un tributo al loro comune amore per la verità, ma anche al complesso rapporto umano che li lega. In città intanto la situazione si fa sempre più caotica: sbarcati ad Anzio, gli Alleati sono ormai vicinissimi. Bora deve affrontare anche problemi personali: l'abbandono della moglie e una nuova dolorosa operazione al braccio sinistro, ferito nell'attentato del settembre precedente.
 Un'altra grave questione è data dai difficili rapporti tra gli occupanti tedeschi e la Santa Sede, tacitamente accusata di sfruttare la extraterritorialità della Città del Vaticano per nascondere ebrei, partigiani, disertori e nemici. Dalla forte tensione scaturisce addirittura un doppio delitto: il cardinale tedesco Hohmann e Martina Fonseca, nobildonna romana impegnata con lui in operazioni di assistenza e volontariato, vengono trovati uccisi in circostanze scandalose che sembrerebbero indicare l'esistenza di una relazione illecita tra i due. Al termine di un convegno amoroso la signora Fonseca avrebbe ucciso il cardinale, suicidandosi poi nel letto al suo fianco. Quasi nessuno dubita che si tratti di una messinscena, ma provarlo risulterà praticamente impossibile; per tutti gli interessati - compresi Bora e il colonnello Dollmann, entrambi coinvolti nella protezione di ebrei e civili - il doppio omicidio è sostanzialmente un monito alla prudenza. Quella prudenza che comunque non può essere rispettata, tanto è vero che Bora e Dollmann diventano poi complici nell'eliminazione di una spia che stava per consegnare alle SS l'elenco degli indirizzi di tutti gli ebrei presenti a Roma.
 Grazie ad una serie di fortunate coincidenze Bora riesce invece a trovare la vera soluzione del caso Reiner, le cui prove - raccolte in parte anche da Guidi - serviranno in futuro all'istituzione di un regolare processo. Per il momento però l'avanzata alleata provoca la rapida smobilitazione delle milizie tedesche dalla città. Bora, appena promosso al grado di tenente colonnello, si avvia a prendere il comando del reggimento che gli è stato assegnato; Guidi invece, come altri colleghi, lascia la polizia e si unisce alla Resistenza.

## Personaggi
- Martin Bora. Dopo sette anni di combattimenti (dalla guerra civile spagnola all'attuale campagna italiana) non ha ancora del tutto perduto la sete di gloria e l'idealismo che lo hanno sempre sostenuto, ma la stanchezza e lo sconforto, aggravati dai problemi personali, iniziano a farsi sentire in maniera sempre più dolorosa. Rimane comunque inalterato il suo amore per la verità. 
Poco prima di lasciare Roma viene promosso al grado di tenente colonnello.

- Sandro Guidi. Ispettore di polizia, è un uomo onesto che cerca di fare il proprio lavoro, malgrado le sfavorevoli circostanze storiche e personali. Il suo aspetto è dimesso, tuttavia quando è necessario riesce a dimostrare forza e determinazione. Il suo rapporto con Bora è complesso, non si tratta di vera amicizia: Guidi lo ammira per molti versi, ma si stizzisce con se stesso per i sentimenti che prova nei confronti di un tedesco, ovvero - a conti fatti - di un nemico.
 Il personaggio era già comparso nel precedente romanzo Luna bugiarda.
- Benedikta von Coennewitz (Dikta). È la moglie di Martin Bora, da lui sposata in fretta nel 1939, poco prima di iniziare la sua partecipazione alla Seconda guerra mondiale. Bella, bionda ed atletica, non ha mai dimostrato grande attaccamento nei confronti del marito, che invece l'ha sempre amata molto riuscendo, seppure lontano, a rimanerle assolutamente fedele. In cinque anni i due si sono visti ben poco e alla fine Dikta, stanca e non interessata al proseguimento del rapporto, chiede ed ottiene l'annullamento del vincolo matrimoniale presso il tribunale della Sacra Rota. È solo per questo che si giustifica la sua breve presenza a Roma.
- Eugene Dollmann. Colonnello delle SS.[3] Mondano e molto portato all'intrigo, a Roma si trova perfettamente a proprio agio, posto com'è al centro di una fitta rete di rapporti con vari esponenti della politica, della nobiltà e del clero. 
 Malgrado la rivalità tra Wehrmacht ed SS, finisce per sviluppare con Martin Bora uno stretto rapporto di complicità e collaborazione; i due del resto, al di là dei differenti ruoli che rivestono, hanno parecchie cose in comune: sono razionali, sicuri di sé, affascinanti, intellettualmente molto agili, uniti dall'amore per l'arte e la filosofia. Nei confronti di Bora, Dollmann - che come si mormora ha inclinazioni omosessuali - prova attrazione a vari livelli, sempre però senza dimenticare decoro e senso del dovere.
- Contessa Maria Ascanio. È la ex moglie del patrigno di Martin Bora, von Sickingen. Per Martin, che presso di lei ha trascorso molte vacanze felici dall'infanzia all'adolescenza, la donna è qualcosa a metà fra una madre ed un'amica. Ormai anziana, ma ancora energica e piena di dignità, Donna Maria ha molti ricordi (compresi quelli di una relazione amorosa con Gabriele D'Annunzio) e pochi rimpianti.
- Francesca Lippi. Figlia di una prostituta ebrea e - almeno così sostiene - di un ecclesiastico, lavora come commessa in una cartoleria. Abita nello stesso appartamento-pensione dell'ispettore Guidi che si innamora di lei, ma poi ne scopre il lato oscuro e pericoloso: non solo la partecipazione alla Resistenza, ma anche il ruolo di spia e doppiogiochista.
- Cardinale Hohmann. Nato in Germania, distaccato presso la Santa Sede, in passato è stato insegnante di filosofia per Martin Bora all'Università di Lipsia. Conservatore, impegnato nei difficili rapporti con gli occupanti tedeschi, si dedica ad attività umanitarie e di favoreggiamento (per ebrei, partigiani e disertori) che finiranno per costargli la vita.
- Martina Fonseca. Nobildonna romana e terziaria francescana, impegnata nelle attività segrete al fianco del cardinale Hohmann. Prima di essere uccisa con lui, malgrado il terrore, riesce a lasciare un piccolo indizio in grado di far dubitare chiunque verrà incaricato dell'indagine sull'apparente omicidio-suicidio.
- Nora Murphy. Moglie di un diplomatico americano distaccato presso la Santa Sede, vive nella Città del Vaticano e presta opera come volontaria presso ospedali e associazioni umanitarie. Nel tentativo di riempire il vuoto affettivo causato dall'abbandono di Dikta, Martin Bora si innamora di lei, senza grandi speranze ma profondamente.
- Ras Merlo. Alto gerarca della sezione romana del PNF. Il suo vero nome è Radames; ha una moglie esigente ed autoritaria, ed è padre di quattro figli: la sua relazione con Magda Reiner aveva lo scopo evidente di portare un po' di eccitazione in una vita molto normale. Dal punto di vista della gestione degli affari di partito, Merlo è una persona onesta e scrupolosa: ma confidare in questo, alla fine, non sarà sufficiente a salvarlo dal risentimento antifascista uscito allo scoperto dopo la Liberazione.

## Cronologia
La vicenda narrata nel romanzo si estende dall'8 gennaio 1944 al 4 giugno dello stesso anno: lo si può evincere chiaramente dalle date poste in testa ai capitoli, o alle notazioni diaristiche del protagonista.

## Nota finale
In calce all'edizione italiana del romanzo è stata posta una "Nota finale" intitolata La Lupa nel labirinto. In quelle pagine, che contengono anche i ringraziamenti, l'autrice rievoca e spiega i motivi che l'hanno spinta a scrivere il romanzo: i ricordi d'infanzia di una Roma postbellica (anni cinquanta) che in seguito si sono felicemente fusi con i suoi interessi storici ed antiquari.

## Edizioni

### Edizioni italiane
- Ben Pastor, Kaputt Mundi, traduzione di Paola Bonini, Hobby & Work, 2003, pp. 438 - ISBN 88-7133-621-6
- Ben Pastor, Kaputt Mundi (paperback edition), traduzione di Paola Bonini, Hobby & work, 2005, pp. 438 - ISBN 978-88-7851-215-3
- Ben Pastor, Kaputt Mundi (edizione ampliata e riveduta), traduzione di Paola Bonini, Sellerio, 2015, pp. 568
- Ben Pastor, Kaputt Mundi (versione e-book, formato epub), traduzione di Paola Bonini, Sellerio, 2015, pp. 568

### Edizioni spagnole
- Ben Pastor, Kaputt Mundi, traduzione di Ana Herrera Ferrer, Ediciones Salamandra, 2006, pp. 412 - ISBN 84-9838-024-3

### Edizioni tedesche
- Ben Pastor, Kaputt Mundi, traduzione di Sylvia Höfer e Barbara Krohn, Piper Verlag GmbH, 2005, pp. 486 - ISBN 3-492-27093-X
- Ben Pastor, Kaputt Mundi (paperback edition), traduzione di Sylvia Höfer e Barbara Krohn, Piper Verlag GmbH, 2006, pp. 486 - ISBN 978-3-492-24670-5